# 國民教育中心

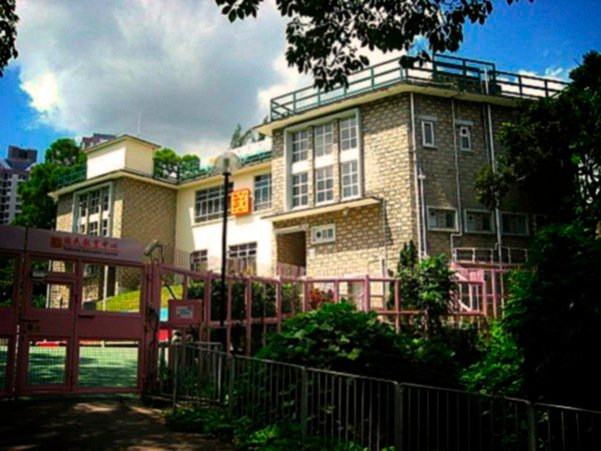
國民教育中心

國民教育中心（英語：National Education Centre）位於香港新界大埔區運頭角里22號大埔官立小學舊址，成立於2004年，是香港特別行政區政府與香港民間攜手推動國民教育的機構，由香港教育工作者聯會籌辦，為中小學提供國民教育支援服務，亦開放予市民參觀。國民教育中心每年的經費約為300萬港元，主要經籌款而得，自負盈虧，而特區政府則只為中心所在的舊小學校址收取象徵式的租金。國民教育中心於2006年1月21日由行政長官曾蔭權主持開幕典禮。

## 歷史
自香港回歸以來，香港特區政府視國民教育為一項重點工作。2004年公民教育委員會與青年事務委員會成立「國民教育專責小組」，協助制訂切合香港社情民意的推廣國民教育策略和計劃。特區政府聯同「國民教育專責小組」積極開展了多項國民教育活動，包括在2004年及2005年的10月1日推出兩輯貫以中華人民共和國國歌的電視宣傳短片《心繫家國》。除了當局在學校課程內加入國民教育內容，一些民間團體也配合學校課程的發展，在校外舉辦各類活動。為建立一個國民教育基地，以便配合前線教育工作者有效地推動公民教育，教聯會於2001年獲得教育統籌局和民政事務局的支持，由醞釀、籌組到成立前後經歷3年，終於與教統局簽訂「國民教育中心場地租借合約」。2004年12月國民教育中心正式啟用，並於2006年1月開幕。

## 設施
國民教育中心採用「多感官體驗學習法」來設計教學內容，內設多個主題「課室」，包括介紹國家過去所經歷過的戰爭的「烽火軒」、介紹中藥的「百草軒」、介紹國旗與各省份的「龍情軒」、介紹國家歷代名人的「點將軒」及介紹中國武術等的「國藝軒」。中心亦設置電影室與資料室。中心同時亦有展覽廳，多個主題展覽包括「中國在世界的位置」、「人民生活的變化」、「經濟發展規劃」、「當代傑出華人」及「中國科技發展和成就」等。
國民教育中心配合課程發展需要，亦舉辦國民教育日營，透過展覽與工作坊讓學生認識國情。

## 董事會
- 楊耀忠校長（香港教育工作者聯會會長）
- 廖長城議員（廖長城資深大律師事務所資深大律師）
- 葉錦菁女士（民政事務局首席助理秘書長）
- 容寶樹先生（教育局首席教育主任）
- 張信剛教授
- 王國強議員（前九龍城區議會主席）
- 黃均瑜校長（香港教育工作者聯會主席）